# 片角镇
片角镇，是中华人民共和国云南省丽江市永胜县下辖的一个乡镇级行政单位。
2014年3月3日，云南省人民政府批复同意撤销片角乡，设立片角镇。

## 行政区划
片角镇下辖以下地区：
片角村、卜甲村、热河村、下六村、水冲村、东华村、红光村和四角山村。